# Ева Май
Ева Май (нем. Eva May; урождённая Ева Мария Мандль, нем. Eva Maria Mandl; 29 мая 1902, Вена, Австро-Венгрия — 10 сентября 1924, Баден, Австрия) — австро-немецкая киноактриса. Дочь продюсера и режиссёра Джоэ Мая и актрисы Мии Май.

## Биография
Ева Мария Мандль родилась в 1902 году в Вене в семье режиссёра и продюсера Йозефа Отто Манделя, известного как Джоэ Май, и его жены, актрисы Гермины Пфлегер, известной как Мия Май. Ева выросла в Вене, Берлине и Гамбурге. Она начала актёрскую карьеру в 1914 году в фильмах отца. С 1918 года работала в кинокомпании Ring-Film GmbH, которой управлял режиссёр Эрик Лунд. В том же году в 16 лет вышла замуж за Лунда. Режиссёр снимал жену в своих немых фильмах. Они вскоре развелись. Её вторым мужем был режиссёр Лотар Мендес, третьим — режиссёр Манфред Ной. Эти браки также закончились разводом. Актриса снялась в таких кинофильмах, как «Граф фон Эссекс» (1922), «Старый Гейдельберг» (1923), «Паганини» (1923) и «Знаки смерти» (1923).
На фоне многочисленных браков у Евы ухудшились отношения с отцом. 10 сентября 1924 года она застрелилась в Бадене после того, как её возлюбленный и троюродный брат Фриц Мандль отказался жениться на ней. Это была не первая её попытка самоубийства. Ранее она уже пыталась вскрыть вены, когда Рудольф Зибер разорвал с ней помолвку и женился на актрисе Марлен Дитрих.